# Bionexo
Bionexo é uma multinacional brasileira que oferece produtos digitais para gestão de processos em hospitais, clínicas, planos de saúde, fabricantes e distribuidores de medicamentos, materiais médicos e insumos. Fundada em 2000, seu marketplace conecta mais de duas mil instituições do setor com mais de dez mil fornecedores de insumos, reduzindo custos para os compradores e dando transparência aos seus gastos. O movimento na plataforma saltou de R$ 1,6 bilhão, em 2010, para R$ 12 bilhões em transações anuais em 2019.
Presente nos mercados de Argentina, Brasil, Colômbia, Espanha e México, a Bionexo passou, em 2017, por uma reestruturação societária com a entrada no quadro de acionistas da Prisma Capital, gestora de participações de Marcelo Hallack (ex-BTG Pactual). O outro acionista majoritário é o fundador Mauricio De Lázzari Barbosa.
No ano seguinte, a empresa adquiriu participação na Intuitive Care, especializada na gestão do ciclo de receita dos hospitais. E, no fim daquele ano, vendeu uma fatia minoritária do negócio, por R$ 95 milhões, para a Temasek Holdings – companhia de investimento do governo de Singapura. O objetivo foi captar recursos para continuar o processo de aquisições e ampliar o investimento em tecnologia e em sua plataforma.
Em 2019, o Conselho de Administração indicou o Diretor de Produtos, Rafael Barbosa, como novo CEO, em substituição a Rodrigo Borer. Neste ano, a multinacional inaugurou um novo centro de desenvolvimento, em São José dos Campos (SP), e comprou a GTT Healthcare, startup de internet das coisas. O investimento projetado para 2019 em tecnologia foi de R$ 30 milhões.